# Krasjeninnikov (vulkaan)
De Krasjeninnikov (Russisch: Крашенинников) of (Sopka) Krasjenninikova is een stratovulkaan in het oostelijke deel van het Russische schiereiland Kamtsjatka. De vulkaan is vernoemd naar Stepan Krasjeninnikov en Вулкан (Sopka} is Russich voor vulkaan. De berg, met een hoogte van 1856 meter boven de zeespiegel, ligt in het Biosfeerreservaat Kronotski in vrijwel onbewoond gebied. In 2025 is de vulkaan na eeuwenlange rust uitgebarsten.
De Krasjeninnikov bestaat uit twee elkaar overlappende stratovulkanen, die zich in een Pleistocene caldera van 9 bij 11 kilometer bevinden. Drie sintelkegels bevinden zich op de bodem van de caldera, drie op de rand van de zuidoostelijke helling van de caldera en een op de noordelijke helling. Uit deze sintelkegels is lava gestroomd, die verschillende grote lavavelden heeft gevormd.
De zuidelijke en noordelijke kegel zijn 1856 meter en 1760 meter hoog en zijn beide bedekt met ejecta die gestolde lavastromen deels afdekken. Aan de noordelijke, westelijke en zuidelijke zijde liggen er stromen buiten het gebied van de ejecta, maar aan de oostkant zijn ze bedekt door vulkanisch materiaal. In de caldera van de noordelijke kegel bevindt zich een kleine stratovulkaan met in de krater een kleine lavakoepel. Op de flanken van de vulkaan en buiten de caldera bevinden zich veel vulkanische uitlaten, waarvan de laatste onderdeel vormen van de breukzone die parallel loopt aan de oostelijke vulkanische gordel van Kamtsjatka.
De zuidelijke kegel van de vulkaan werd als eerste gevormd, tijdens een serie uitbarstingen in het Holoceen. Na een rustperiode van ongeveer 900 jaar ontstond de noordelijke kegel. De voorlaatste uitbarstingen vonden waarschijnlijk plaats tussen 1400 en 1600. Wel werd er in 1963 gerapporteerd dat er sporen van fumarolische activiteit gevonden waren.
Kort na de zware zeebeving van 30 juli bezuiden Kamtsjatka werd de vulkaan actief en op 3 augustus 2025 stootte hij een vier kilometer hoge aswolk uit. Opgeteld bij de hoogte van de berg, kwam die tot zes kilometer. Gezien de geschiedenis van de vulkaan was er altijd kans op activiteit, maar mogelijk lag de zeebeving, 450 kilometer ten zuiden van de vulkaan, aan de basis van deze activiteit.